# ميريل جي. وايت
ميريل جي. وايت (بالإنجليزية: Merrill G. White)‏ هو مونتير وكاتب سيناريو أمريكي، ولد في 13 ديسمبر 1901 في كاليفورنيا في الولايات المتحدة، وتوفي في 21 مارس 1959.

## وصلات خارجية
- ميريل جي. وايت على موقع IMDb (الإنجليزية)
- ميريل جي. وايت على موقع ألو سيني (الفرنسية)
- ميريل جي. وايت على موقع قاعدة بيانات الأفلام السويدية (السويدية)
- ميريل جي. وايت على موقع قاعدة بيانات الفيلم (الإنجليزية)
- ميريل جي. وايت على موقع كينوبويسك (الروسية)